# Sula-szigeteki ásótyúk
A Sula-szigeteki ásótyúk (Megapodius bernsteinii) a madarak osztályának tyúkalakúak (Galliformes) rendjébe és az ásótyúkfélék (Megapodiidae) családjába tartozó faj.

## Rendszerezése
A fajt Hermann Schlegel német ornitológus írta le 1866-ban.

## Előfordulása
Az Indonéziához tartozó Banggai-szigetek és a Sula-szigetek területén honos. Természetes élőhelyei a síkvidéki esőerdők, mangroveerdők, száraz erdők, szavannák és cserjések, valamint ültetvények, szántóföldek és másodlagos erdők. Állandó, nem vonuló faj.

## Megjelenése
Testhossza 35 centiméter.

## Természetvédelmi helyzete
Az elterjedési területe nem nagy, egyedszáma 10000-19999 példány közötti és csökken. A Természetvédelmi Világszövetség Vörös listáján sebezhető fajként szerepel. Az élőhelyvesztés és a vadászat veszélyezteti.